# Ногу свело!
«Ногу Свело!» — російський рок-гурт із Москви, популярний із початку 1990-х років. Лідером групи та автором практично всіх текстів та музики є засновник групи Максим Покровський.
Творчість гурту різнопланова і пов'язує такі стилі рок-музики як поп-панк, альтернативний рок, панк-рок, артпанк, ска-панк, експериментальний рок та інші. В інтерв'ю засновник та лідер гурту Максим Покровський неодноразово вказував на неможливість підвести творчість до якогось одного стилю. У деяких пізніших роботах дуже помітні елементи електронної музики. Пісні «Ногу Свело!» відрізняються характерним тонким та місцями цинічним гумором, самоіронією в поезії та сміливістю музичного стилю. Гурт продовжує активно видавати альбоми та вести концертну та фестивальну діяльність як у Росії, так і за кордоном.

## Назва
За словами засновника гурту, вибір назви дався нелегко. Моменту, коли «Ногу Свело!» стала офіційною назвою групи, передував довгий період роздумів та довгий список варіантів. Максим Покровський хотів, щоб назва відрізнялася від традиційних назв, побудованих за моделлю «Прикметник + іменник». Тільки «Ногу Свело!» задовольняло цим критеріям. Саме під цією назвою директор Рок-Лабораторії Ольга Опрятна записала молодий колектив на щорічний «Фестиваль надій». З її легкої руки воно закріпилося за групою.

## Історія групи

### Передісторія
Історія «Ногу Свело!» почалася 1987 року, коли Максим Покровський познайомився з гітаристом Віталієм Акшевським. Репетиції проходили в адміністративному приміщенні АвтоДорМехБази на вул. Зорге. На цій базі обслуговувалися сміттєві, снігоприбиральні, поливальні машини та інша спецтехніка. Музиканти боялися п'яних водіїв сміттєвозів і замикали інструменти у спеціальній кліті, яку притягли зі смітника та полагодили. Звукоізоляцію робили з картонних упаковок для яєць, вікна затикали промасленою ганчіркою. У такому режимі гурт проіснував 3 роки. Незабаром до команди приєднався ударник Антон Якомульський.
У такому складі гурт виступив у квітні 1988 року на щорічному «Фестивалі надій», що проводився московською рок-лабораторією. Перший фестивальний виступ гурту був позитивно відзначений критиками.

### Епоха «Хару Мамбуру» 1992—1997

#### «Хару Мамбуру» (1993)
Пісня «Хару Мамбуру», записана в мехах однойменного альбому влітку 1992 року в підмосковному місті Яхромі, не тільки змінила долю колективу, але й дуже вплинула на розвиток поп-рок-культури в Росії та всіх країнах колишнього СРСР. Її текст, написаний неіснуючою мовою, намагаються перекласти як би з англійської досі.
Зліт популярності «Ногу Свело!» розпочався після того, як «Хару Мамбуру» було виконано на музичному фестивалі «Покоління-93», організованому компанією «Art Pictures Group».
Гурт стає лауреатом фестивалю та миттєво потрапляє до мас-медіа. З цієї миті присутність «Ногу Свело!» на радіо та телебаченні стає постійним.
Мовні експерименти поширилися і створення деяких нових пісень («Диблопопс», «Сандуновські лазні»). Також у репертуарі гурту з'являються композиції англійською та німецькою мовами.
На фестивалі відеокліпів «Покоління-94» гурт узяв гран-прі з відео на пісню «Вісточка» та отримав спеціальний приз MTV на анімаційний кліп «Хару Мамбуру».

### Антивоєнні та антипутінські виступи
У квітні 2022 року гурт представив пісні «Нам не нужна война!», «Поколение Z», «Назад, Россия!», «Украина», «Буква „Зю“», «Гимн обречённых (Гойда, орки!)» у яких засудив росіян та вторгнення в Україну. А в пісні «Поколение „Z“» гурт підтвердив, що Крим є невід'ємною частиною України.

## Склад

### Поточний склад
- Максим Покровський — вокал, бас-гітара, речитатив, великі барабани, доп.гітара, слова, музика, продюсер (1988-наші дні)
- Максим Лихачов — тромбон, варган, тімбалес, бубон, інструменти (1995-наші дні)
- Олександр Волков — клавішні, синтезатор, духові інструменти, аранжування (2008 — наші дні)
- Євген Кондратьєв — труба, флюгергорн, перкусія, тимбалес (2016—наші дні)
- Віктор Кукормін — ударні, перкусія (2017-наші дні)
- Максим Зорін — соло-гітара (2017-наші дні)

## Нагороди
- 1993 — Фестиваль «Покоління», гран-прі фестивалю;
- 1994 — Фестиваль «Покоління», кліп «Вісточка» отримує гран-прі фестивалю;
- 1994 — Спеціальний приз MTV отримує кліп Хару Мамбуру (анімація).
- 1994 — Музичний фестиваль в м. Монлюсон (Франція), спеціальний приз найкращій альтернативній групі з Росії.
- 1994 — Національна премія «Овація», номінація «Відкриття року».
- 1995 — Міжнародний фестиваль «Золотий олень»[en] (Румунія), кліп «Вісточка» отримує гран-прі фестивалю[9].
- 1995 — Премія «Звукова доріжка», номінація «Відкриття року».
- 1996 — Фестиваль «Покоління», кліп «Московський романс» отримує нагороду як «найскандальніший кліп року».
- 1996 — Премія «Зірка», номінація «Краща альтернативна група»[10].
- 1996 — Фестиваль комп'ютерного мистецтва «Fantasy», кліп «Московський романс» у номінації «Комп'ютерна графіка».
- 1996 — Премія «Звукова доріжка», номінація «Найкраща альтернативна група».
- 1997 — Премія «Звукова доріжка», номінація «Найкраща альтернативна група».
- 1998 — Премія «Звукова доріжка», номінація «Найкраща альтернативна група».
- 2005 — Премія «Звукова доріжка», «Альтернатива року»[10]
- 2006 — «Кінонагороди MTV Росія 2006», номінація «Найкращий саундтрек» за пісню «Йдемо на Схід!» для к/ф «Турецький гамбіт»